# 장화 (서진)
장화(張華, 232년 ~ 300년)는 중국 삼국시대 위나라 ~ 서진의 정치가로, 자는 무선(茂先)이며, 범양(范陽) 방성(方城) 사람이다.

## 행적
젊은 시절, 완적(阮籍)에게 재능을 인정받아 위(魏)나라 말에 중서랑(中書郞)에 올랐다.
268년, 당시 중서시랑(中書侍郞)이었던 장화는 사형에 처해지는 죄를 글로 써서 곳곳에 붙여 백성들에게 보이도록 청하여 받아들여졌다. 이후 중서령(中書令)이 되었다.
272년, 형주를 지키던 양호가 조정에 글을 올려 오나라를 쳐야 한다고 주장했다. 그러나 장화와 두예(杜預)를 제외한 다른 신하들은 양호의 주장에 동의하지 않았다.
278년, 양호의 병이 위중해져 죽음을 앞두었을 때 사마염(司馬炎)의 명령으로 오나라 정벌에 관한 생각을 전해듣기 위해 양호를 찾아갔다. 장화가 양호의 방안에 동감을 표하자, 양호는 장화에게 <자신의 뜻을 이룰 사람은 그대(장화)>라고 말했다. 양호는 얼마 가지 못하고 병으로 죽었다.
279년, 왕준(王濬)과 두예가 글을 올려 오나라를 치자 하였다. 두예의 글이 올라왔을 때 사마염은 장화와 바둑을 두고 있었는데, 장화는 바둑판을 치우고 오나라를 정벌해야 한다고 아뢰었다. 오나라 정벌이 결정된 후, 탁지상서(度支尙書)에 임명되었다.
280년, 정벌이 시작되어 진군이 승승장구하였다. 그러나 진나라 조정에서는 가충(賈充) 등이 여전히 정벌을 멈추게 해야 한다고 여겼다. 장화가 정벌을 계속할 것을 주장하자, 가충은 사마염에게 글을 올려 자신의 뜻을 주장하면서 장화를 죽여도 천하 사람들에게 사죄하기 부족하다고 했다.
그러나 사마염이 장화를 옹호하여 화를 면하였다. 결국 왕준이 석두성(石頭城)을 점령하고 손호(孫皓)를 붙잡아 낙양으로 보내어 오나라는 멸망하였다. 그러나 정벌에 반대했던 순욱(荀勖) 등의 시기를 받아 사이가 벌어졌다.
281년, 사마염이 장화에게 후계자를 누구로 정하면 좋을지를 묻자, 장화는 사마염의 동생인 제왕(齊王) 사마유(司馬攸)를 추천하였다. 그러나 사마염은 태자 사마충(司馬衷)을 생각하고 있었기에 이를 못마땅하게 여겼다. 이때를 틈타 순욱 등이 장화를 모함하자 사마염은 도독유주제군사(都督幽州諸軍事)로 삼아 변경으로 내보냈다.
그러나 장화는 성심껏 일을 처리하여 그 명성이 조정에까지 전해졌다. 사마염은 다시 장화를 불러들이려 했으나, 가충과 순욱 일파였던 풍담(馮紞)이 이를 반대하여 끝내 시행되지 않았다. 나중에 태상(太常)으로 임명되었다.

## 팔왕의 난
290년, 사마염이 죽고 사마충이 등극한 후 태자소부(太子少傅)가 되었다. 291년 가남풍(賈南風)이 초왕(楚王) 사마위(司馬瑋)와 동안공(東安公) 사마요(司馬繇)를 사주하여 태후의 아버지인 양준(楊駿)과 그 일당들을 죽였다.
조정에서 양태후도 폐위해야 한다는 글이 올라오자, 장화는 이를 반대했으나 양태후는 끝내 쫓겨나 서인(庶人)이 되었다. 사마위가 여남왕(汝南王) 사마량(司馬亮)과 위관(衛瓘)까지 죽여 권세가 커지자, 장화는 가남풍에게 사마위를 죽일 것을 건의하였다.
또 전중장군(殿中將軍) 왕궁(王宮)에게 황제의 명을 받들고 사마위의 군사를 해산시키게 했기 때문에 사마위는 별다른 힘을 쓰지 못하고 붙잡혀 처형당했다. 장화는 이 공으로 시중(侍中) 겸 중서감(中書監)이 되었다.
296년, 사공(司空)에 임명되었다. 저족과 강족이 진나라에 반기를 들자 이를 공격하러 나섰던 옹주자사 해계(解系)가 조왕(趙王) 사마륜(司馬倫)의 측근인 손수(孫秀)와 크게 다툰 후 글을 올려 조정에 손수를 죽일 것을 청하였다.
장화는 옹주의 군사들을 감독하던 양왕(梁王) 사마융(司馬肜)에게 손수를 죽여야 한다고 주장하여 사마융의 허락을 받았다. 그러나 손수의 친구 신염(辛冉)이 사마융의 마음을 돌려 놓았기 때문에 시행되지 않았다. 이후 저족은 그들의 장군인 제만년(齊萬年)을 지도자로 추대했다.
사마륜과 사마융이 298년이 되도록 제만년을 제압하지 못하자, 장화는 맹관(孟觀)을 추천하여 저족과 싸우게 했다. 맹관의 활약으로 다음해 제만년이 죽고 저족은 진압당했다.

## 죽음
299년, 황후 가남풍은 조카 가밀(賈謐)의 말을 듣고 태자 사마휼(司馬遹)을 폐위시키려 하였는데 이를 알아차린 좌위솔(左衛率) 유변(劉卞)은 장화에게 이 사실을 알리고 사마휼을 움직여 가남풍을 폐위시킬 것을 제안하였다.
그러나 장화는 태자에게 불효를 저지르게 하는 것이라며 받아들이지 않았다. 이를 알아차린 가남풍은 유변을 죽이고 사마충에게 태자를 모함하여 죽게 만들었다. 장화는 사마충에게 간언하였으나 사마휼의 죽음을 막지 못했다.
사마휼이 폐위되었을 때 많은 사람들이 분개하여 사마륜에게 태자를 복위시킬 것을 건의하고 이를 실행할 계획을 세웠다. 그러나 사마휼이 죽자, 사마륜은 정변을 일으켜 가남풍을 제거하기로 마음먹고 사마아(司馬雅)를 보내 거사에 협조할 것을 부탁하였다.
그러나 장화는 이를 거절했는데, 300년 4월에 거사가 성공한 후, 사마륜의 군사들에게 붙잡혔고 사마륜의 부하인 통사령사(通事令事) 장림(張林)은 장화가 사마휼이 폐위당할 때 죽음으로 막지 못한 것을 꾸짖고 장화를 죽였다.

## 장화에 대한 인물평
위충(韋忠)은 장화를 화려하지만 실속없는 사람으로 평했다. 299년 장화는 위충을 등용하려 했으나 위충이 따르지 않은 것이 이 때문이다.

## 저서
장화의 시는 32수가 전해지고 있다. 일부 자신의 뜻과 귀족에 대한 불만을 담은 것을 제외하면 부부의 이별과 그리움을 읊은 『정시(情詩)』 5수가 있다. 또한 『박물지(博物志)』를 편찬하였다. 『수서(隋書)』 「경적지(經籍志)」에는 『장화집(張華集)』 10권이 수록되어 있으나 이미 산일되었다. 명대(明代) 장부(張溥)는 『한위육조백삼가집(漢魏六朝百三家集)』에 『장무선집(張茂先集)』을 수록하였따. 『박물지』에는 범녕(范寧)의 교본 10권이 있다.

## 같이 보기
- 삼국지 인물 목록
- 진수 (서진)
- 방현령
- 배송지